# Palaeoxylosteus
Palaeoxylosteus is een kevergeslacht uit de familie van de boktorren (Cerambycidae). De wetenschappelijke naam van het geslacht werd voor het eerst geldig gepubliceerd in 1986 door Ohbayashi & Shimomura.

## Soorten
Palaeoxylosteus is monotypisch en omvat slechts de volgende soort:
- Palaeoxylosteus kurosawai Ohbayashi & Shimomura, 1986